# Непрямий екситон
Непрямий екситон — екситон, у якому електрон та дірка рознесені в просторі зовнішньою силою. Завдяки зменшенню перекриття хвильових функцій електронів та дірок процес рекомбінації для непрямих екситонів ускладнений, що збільшує час життя і сприяє накопиченню великої концентрації екситонів.  
Однією з систем, у якій реалізуються непрямі екситони є подвійна квантова яма в зовнішньому електричному полі, що змушує електрон та дірку локалізуватися в різних ямах. 
Іноді непрямі екситони називають полярними. 